# 岡霧硝
岡霧 硝（おかぎり しょう）は、日本の漫画家。
2021年より体調不良のため、当時連載中だった『転生したらスライムだった件 魔物の国の歩き方』の休載が続いていた。万全な体制での連載再開が困難となり、2024年4月1日をもって連載を終了することが発表されている。

## 主な作品

### 漫画

#### 連載
- だから僕は、Hができない。（『月刊ドラゴンエイジ』、富士見書房、原作：橘ぱん）
- 鳥かごのFreiheit（『月刊ドラゴンエイジ』、富士見書房）
- 転生したらスライムだった件 魔物の国の歩き方（『コミックライド』、マイクロマガジン社、原作：伏瀬）

#### アンソロジー
- 超昂閃忍ハルカアンソロジーコミック（一迅社）
- つよきす コミックアンソロジー 竜鳴ツンデレ白書2、3、5（フォックス出版）
- マジキュー4コマ 君が主で執事が俺で1（エンターブレイン）
- この素晴らしい世界に祝福を! コミックアンソロジー（KADOKAWA）